# أيزو 3166-2:AT
أيزو 31166-2:AT هو الجزء المخصص لدولة النمسا في أيزو 3166-2، وهو جزء من معيار أيزو 3166 الذي نشرته المنظمة الدولية للتوحيد القياسي (أيزو)، والذي يُعرف رموز لأسماء التقسيمات الرئيسية (مثل الأقاليم، الجهات، المقاطعات أو الولايات) من جميع البلدان في ترميز أيزو 3166-1.
يتكون كل رمز من جزئين مفصولين بواصلة. الجزء الأول هو AT، وهو رمز وأيزو 3166-1 حرفي 2 للبلد. أما الجزء الثاني فهو عبارة عن رقم.

## الرموز الحالية
Subdivision names are listed as in the ISO 3166-2 standard published by the ISO 3166 Maintenance Agency (ISO 3166/MA).

خريطة النمسا مع كل الأراضي الاتحادية المصنفة بالجزء الثاني برمز الأيزو 3166-2.

انقر على العنوان لترتيب كل عمود.
| الرمز | Subdivision Name |
| ----- | ---------------- |
| AT-1  | بورغنلاند        |
| AT-2  | كيرنتن           |
| AT-3  | النمسا السفلى    |
| AT-4  | النمسا العليا    |
| AT-5  | زالتسبورغ        |
| AT-6  | شتايرمارك        |
| AT-7  | تيرول            |
| AT-8  | فورارلبرغ        |
| AT-9  | فيينا            |